# Казанська ТЕЦ-3
Казанська ТЕЦ-3 — теплова електростанція у Татарстані.
В 1971—1973 роках стали до ладу чотири парові котли виробництва Таганрозького котельного заводу типу ТГМ-84 продуктивністю по 420 тонн пари на годину. Вони живили чотири парові турбіни:
- введену в 1971-му турбіну від Ленінградського металічного заводу типу ПТ-60-130/13 потужністю 60 МВт (станційний номер 1);
- запущену в 1971-му турбіну від Ленінградського металічного заводу типу Р-50-130/13 потужністю 50 МВт (номер 2);
- введену в 1972-му турбіну Уральського турбінного заводу типу Т-50/130 потужністю 50 МВт (номер 3);
- введену в 1973-му турбіну Уральського турбінного заводу типу Т-100-130 потужністю 100 МВт (номер 4).

Таким чином, потужність першої черги ТЕЦ склала 260 МВт.
В 1982—1983 роках стали до ладу три парові котли від Таганрозького котельного заводу — один типу ТПЕ-430 продуктивністю 500 тонн пари на годину та два типу ТПЕ-429 продуктивністю по 400 тонн пари на годину. При цьому турбінне господарство поповнилось двома одиницями:
- в 1981-му стала до ладу турбіна Уральського турбінного заводу типу Р-40-130/30 потужністю 40 МВт (номер 5);

- в 1983-му запустили турбіну Уральського турбінного заводу типу ПТ-135/165-130/15 потужністю 135 МВт (номер 6).

Для збільшення теплової потужності ТЕЦ отримала окрім парових також водогрійні котли, чотири з яких від Білгородського котельного заводу типу ПТВМ-100 продуктивністю по 100 Гкал/год стали до ладу ще в 1967—1968 роках (тобто раніше від енергетичних котлів). В 1981 та 1982 роках додали два водогрійні котли Білгородського котельного заводу типу КВГМ-180 продуктивністю по 180 Гкал/год.
У 2017-му стала до ладу газотурбінна установка потужністю 406 МВт, що має одну газову турбіну General Electric 9HA.01 потужністю 406 МВт, від якої живиться котел-утилізатор CMI 401/121–17,13/6,15-571/322 продуктивністю 455 Гкал/год.
У 2015-му турбіну № 1 модернізували до рівня Т-27/33-1,28 зі зменшенням потужності до 33 МВт.
Також є відомості, що турбіну № 5 переномінували до рівня Р-20/40-130/30 зі зменшенням потужності до 20 МВт, а турбіну № 6 до рівня Т-105/120-130 зі збільшенням потужності до 105 МВт.
Наразі загальна електрична потужність станції складає 790 МВт при тепловій потужності у 2390 Гкал/год.
ТЕЦ спорудили з розрахунку на використання мазуту, а надалі вона почала споживати природний газ, додатковий ресурс якого подали до Казані по відгалуження від надпотужного Центрального газотранспортного коридору. Також з 1977-го станція спалює технологічний газ нафтохімічного комбінату.
Для видалення продуктів згоряння використовують дві труби заввишки 140 метрів та 240 метрів.
Видача продукції відбувається по ЛЕП, що працюють під напругою 220 кВ та 110 кВ.